# Suskowola (gmina)
Suskowola – dawna gmina wiejska istniejąca do 1954 roku w woj. kieleckim. Siedzibą władz gminy była Suskowola. 
W okresie międzywojennym gmina Suskowola należała do powiatu kozienickiego w woj. kieleckim. Po wojnie gmina zachowała przynależność administracyjną. Według stanu z dnia 1 lipca 1952 roku gmina składała się z 11 gromad: Januszno, Koszary, Laski, Linów, Męciszów, Mireń, Płachty, Sałki, Sucha, Suskowola i Trupień.
Jednostka została zniesiona 29 września 1954 roku wraz z reformą wprowadzającą gromady w miejsce gmin. Po reaktywowaniu gmin z dniem 1 stycznia 1973 roku gminy Suskowola nie przywrócono, a z jej obszaru oraz z obszaru dawnej gminy Jedlnia utworzono nową gminę Pionki w tymże powiecie i województwie.